# Endosamara racemosa
Genre
Espèce
Classification phylogénétique
Endosamara racemosa  est une espèce de plantes à fleurs dicotylédones de la famille des Fabaceae, sous-famille des Faboideae, originaire d'Asie. C'est l'unique espèce acceptée du genre Endosamara (genre monotypique).

## Synonymes
Selon  Catalogue of Life (19 octobre 2018) :
- Millettia leiogyna Kurz
- Millettia pallida (Dalzell & A.Gibson) Dalzell
- Millettia pallida Dalzell
- Millettia racemosa (Roxb.) Benth.
- Pongamia racemosa Graham
- Robinia racemosa Roxb.
- Tephrosia racemosa Wight & Arn.
- Wisteria pallida Dalzell & A.Gibson
- Wisteria racemosa Dalzell & A.Gibson